# La Double Inconstance (téléfilm, 2011)
Pour l’article homonyme, voir La Double Inconstance.
Pour plus de détails, voir Fiche technique et Distribution.
La Double Inconstance est un téléfilm français réalisé par Carole Giacobbi, diffusé le 1er juillet 2011 sur France 3.

## Fiche technique
- Réalisateur : Carole Giacobbi
- Scénario : Carole Giacobbi, librement adapté de la pièce La Double Inconstance de Marivaux
- Durée : 90 min
- Pays :  France

## Distribution
- Jean-Hugues Anglade : le prince
- Elsa Zylberstein : Flaminia
- Églantine Rembauville : Silvia
- Clément Sibony : Arlequin
- Serge Hazanavicius : Trivelin
- Élise Tielrooy : Lisette
- Jérôme Kircher : Le Seigneur